# Deporte en Polonia

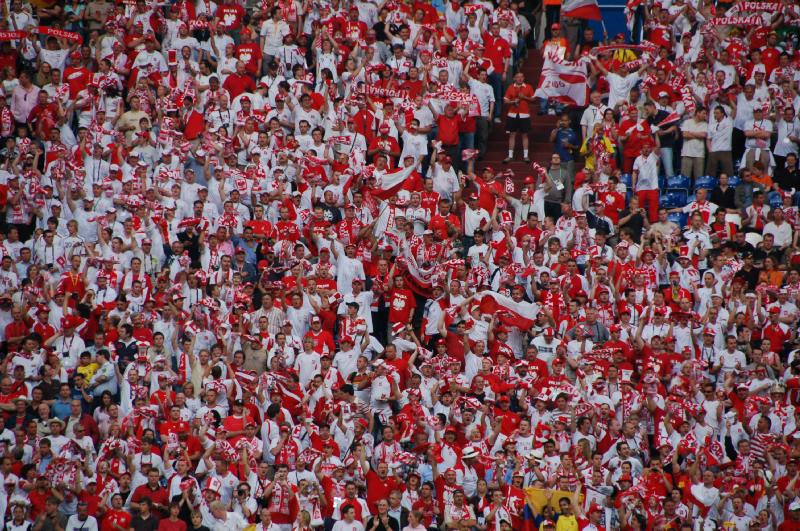
Aficionados polacos durante el Mundial de fútbol de 2006.

El deporte en Polonia es dominado principalmente por el fútbol, el voleibol, el Salto de esquí,el baloncesto, el balonmano y los deportes de motor. También son populares el atletismo, el boxeo, la esgrima, la natación, el hockey sobre hielo, las artes marciales mixtas, el rugby y el ciclismo.
Deportistas y atletas como Irena Szewińska, Robert Kubica (piloto de automovilismo), Agnieszka Radwańska (tenista profesional), Adam Małysz (saltador de esquí), Kamil Stoch (saltador de esquí), Jan Błachowicz (luchador de MMA) y Jerzy Dudek, Grzegorz Lato, Zbigniew Boniek o Robert Lewandowski (futbolistas) son algunos de los más conocidos.

## Deportes

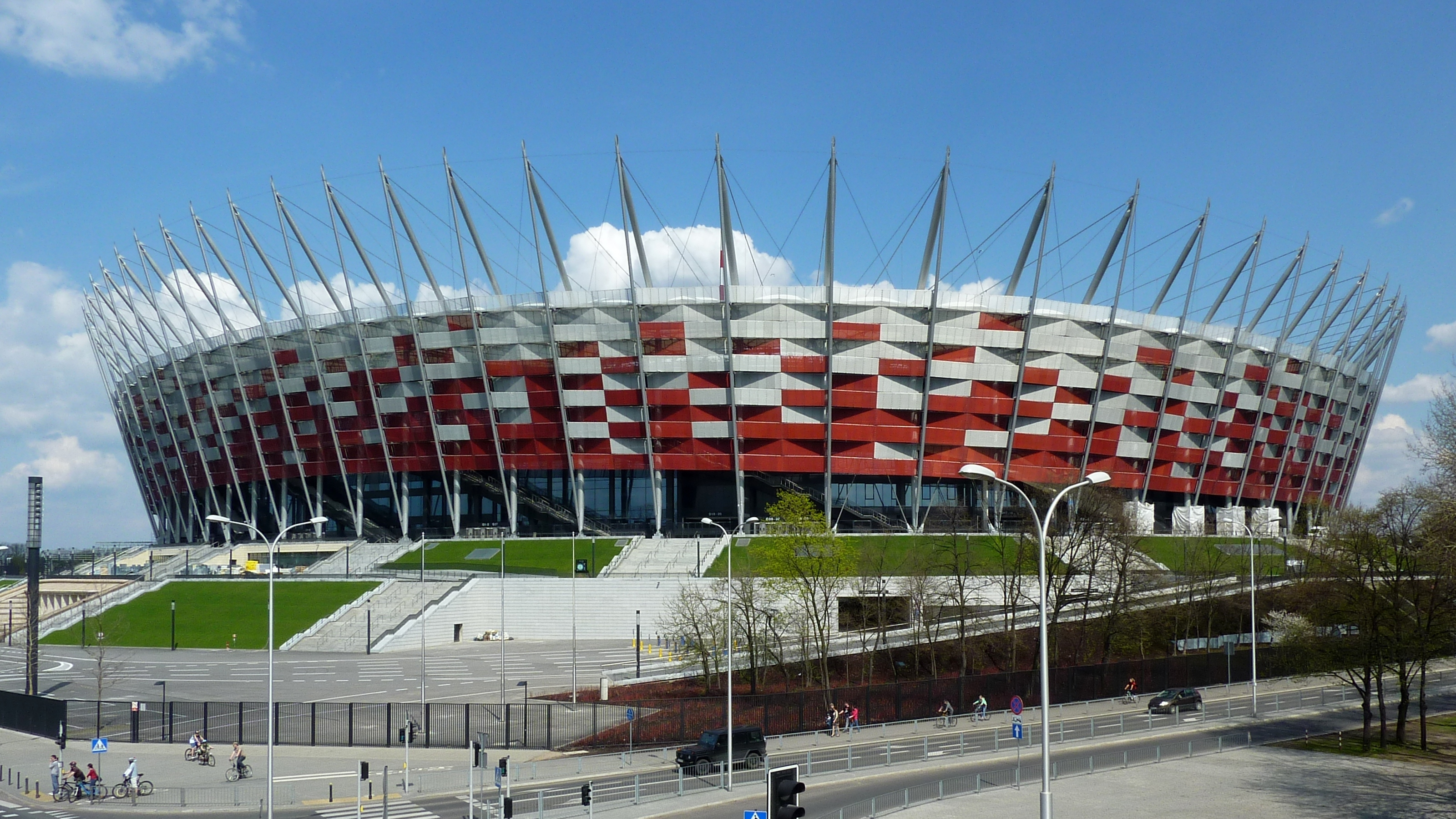
El Estadio Nacional de Polonia en Varsovia.

### Fútbol
El deporte más popular en Polonia es sin duda el fútbol. Polonia cuenta con una larga tradición futbolística en Europa del Este y en la actualidad cuenta con más de 5.891 clubes de fútbol inscritos en las diferentes ligas del país (Ekstraklasa, I Liga, II Liga e III Liga).
La primera división y máxima categoría futbolística del país está encabezada por la Ekstraklasa. Fundada en 1926, enfrenta a 18 equipos por el título de campeón de liga; los peores equipos de la tabla descienden a la I Liga y son reemplazados por los primeros de la segunda división del país. Entre los principales equipos de Polonia, sobresale el Legia de Varsovia, el Górnik Zabrze, el Wisła Cracovia, el Ruch Chorzów y el Lech Poznań, entre otros. Aunque la Ekstraklasa cuenta con una larga historia, sus equipos nunca han conseguido destacar en el panorama futbolístico internacional. La PZPN, siglas de la Asociación Polaca de Fútbol, es la encargada de regular la Ekstraklasa y el resto de competiciones de fútbol del país.

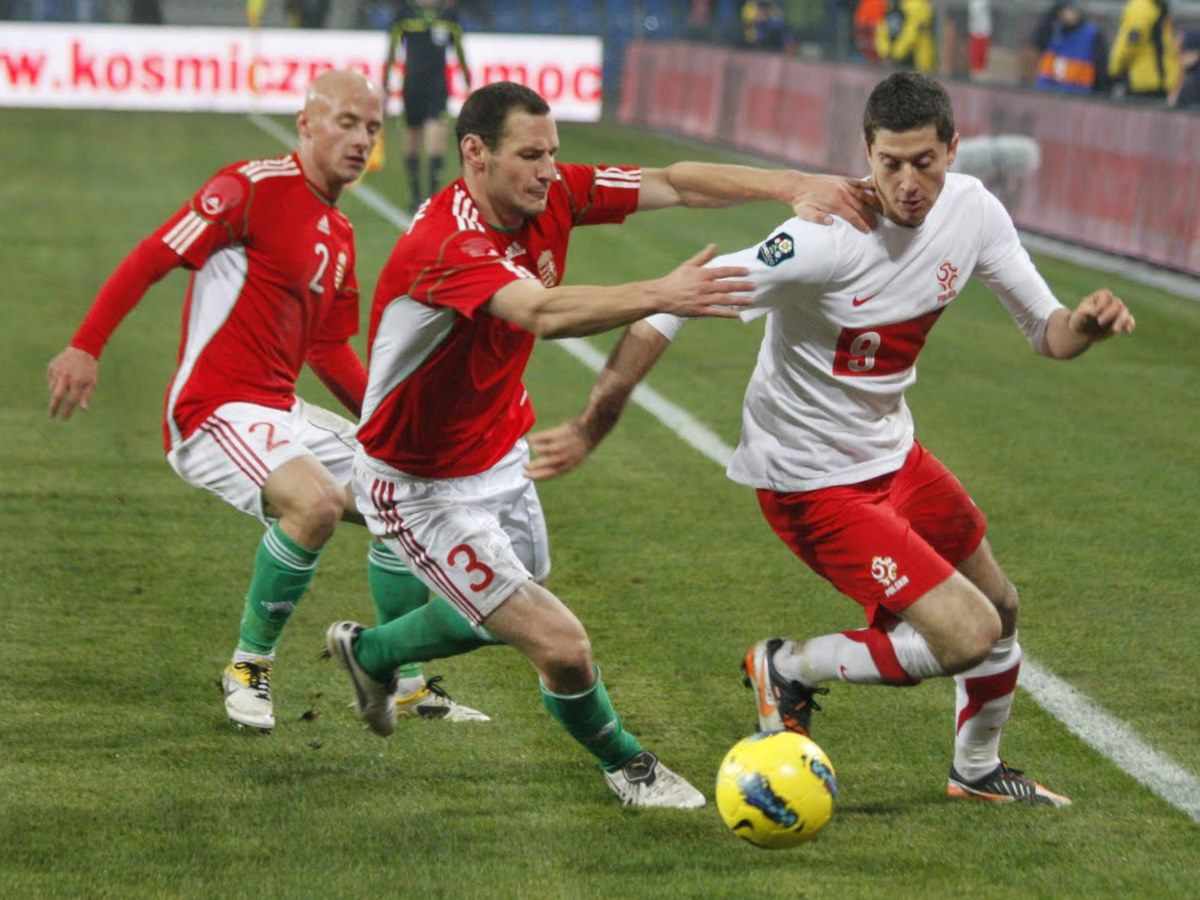
Robert Lewandowski es el actual capitán de la Selección de fútbol de Polonia.

Polonia ha sido el lugar de nacimiento de centenares de jugadores de gran fama y prestigio en el mundo. Kazimierz Górski, Ernest Pohl, Kazimierz Deyna, Włodzimierz Lubański, Zbigniew Boniek, Grzegorz Lato, Lukas Podolski, Robert Lewandowski, Jakub Błaszczykowski o Miroslav Klose son algunos de los futbolistas más conocidos de Europa.
La selección de fútbol de Polonia tuvo su época dorada entre las décadas de 1970 y 1980, cuando alcanzó el tercer puesto en el Mundial del 1974 y del 1982 y la quinta posición en el de 1978. También obtuvo medallas en sus participaciones olímpicas: el oro en los Juegos Olímpicos de 1972 y la plata en los de 1976 y 1992. Hasta la fecha ha participado en cuatro Eurocopas, teniendo su primera participación en la Eurocopa de 2008. Además, en la Eurocopa 2012, actuó como organizadora y anfitriona del torneo, junto a la Federación de Fútbol de Ucrania.

### Baloncesto

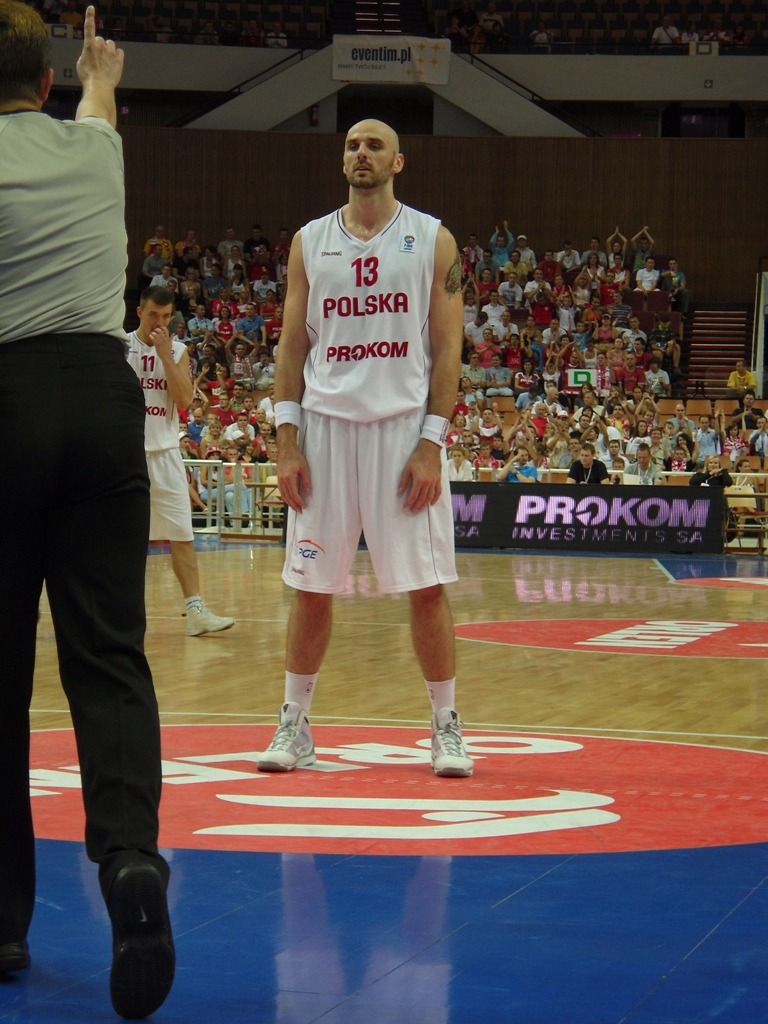
Marcin Gortat, uno de los jugadores de la selección de baloncesto de Polonia.

El baloncesto es uno de los deportes más practicados del país. Está regulado por la Asociación de baloncesto de Polonia (Polski Związek Koszykówk, PZKosz). En la década de 1960, la selección nacional consiguió ser finalista en el Campeonato Europeo de Baloncesto Masculino de 1963, celebrado en Polonia, y obtener el tercer puesto en el Eurobasket de 1965 y en el de Eurobasket 1967. A finales de la década, Polonia ocupaba el quinto puesto en la lista mundial de mejores equipos.
Desde el año 2000, el baloncesto en Polonia ha producido varios jugadores que han llegado a jugar en la NBA, incluyendo a Marcin Gortat, Maciej Lampe y Cezary Trybanski. El país fue sede del Campeonato Europeo de Baloncesto Masculino de 2009.

### Voleibol
Polonia fue sede del Campeonato de Voleibol de 2014 en la que la selección masculina de voleibol ganó el título. Con dos Campeonatos Mundiales, un Campeonato Europeo, una Liga Mundial y una medalla de oro en los Juegos Olímpicos de Montreal 1976, es la decimocuarta mejor selección de voleibol del mundo.
La Polska Liga Siatkówki, también llamada PlusLiga, es la máxima categoría del país. Los mejores clubes del país son el Skra Bełchatów, el ZAKSA Kędzierzyn-Koźle, el Resovia Rzeszów y el Jastrzębski Węgiel.

### Deportes de motor

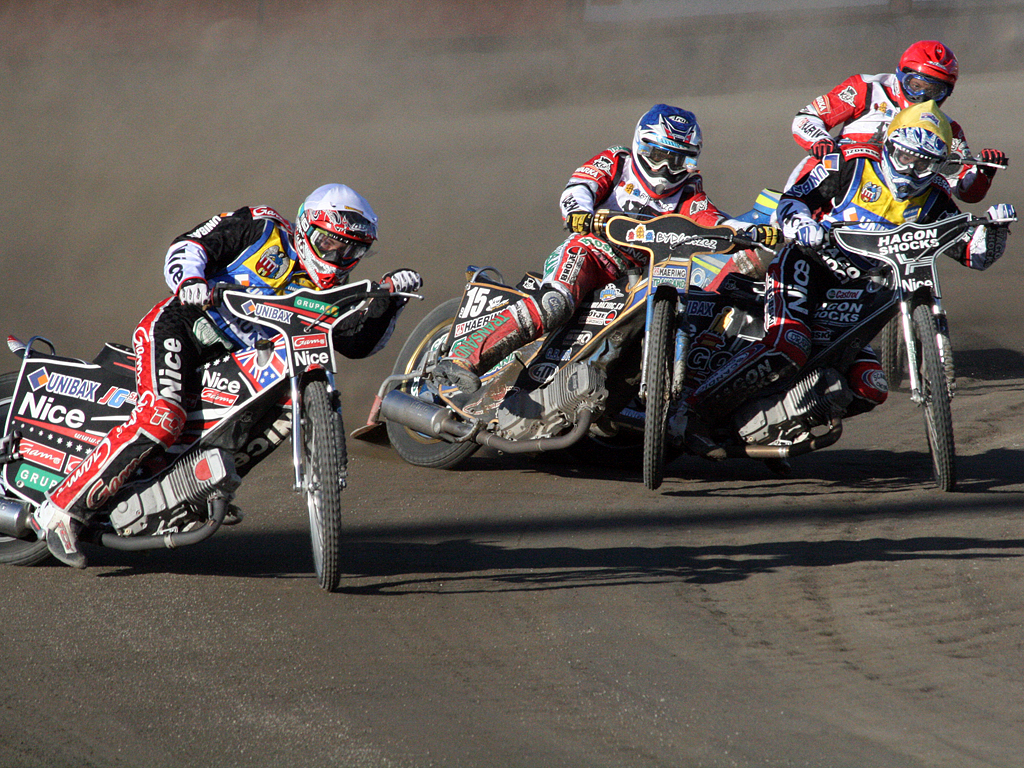
Campeonato de Speedway entre el Polonia Bydgoszcz y el Unibax Toruń.

Uno de los deportes más populares de Polonia es el speedway (llamado en polaco żużel), una variante de motociclismo que se disputa en óvalos de tierra. Polonia ocupa el tercer puesto en la lista de las mejores selecciones del mundo, por detrás de Inglaterra y Dinamarca. Polonia ha sido sede de varios campeonatos mundiales y la Speedway Ekstraliga es la máxima categoría de speedway del país y la mejor del mundo.
Polonia celebra la Rajdowe Samochodowe Mistrzostwa Polski (el Campeonato de Rally de Polonia) desde 1928. El Rally de Polonia es el segundo más antiguo del mundo después del Rally de Monte Carlo. Entre 1998 y 2001, el circuito era considerado uno de los más fuertes y complicados de Europa. Sobiesław Zasada ganó tres veces el Campeonato de Europa de Rally, mientras que Michał Sołowow fue dos veces subcampeón de Europa.
En el Rally Dakar 2015, Krzysztof Hołowczyc resultó tercero en automóviles y Rafal Sonik fue ganador en cuatrociclos. Tadeusz Błażusiak fue múltiple campeón de enduro y endurocross.

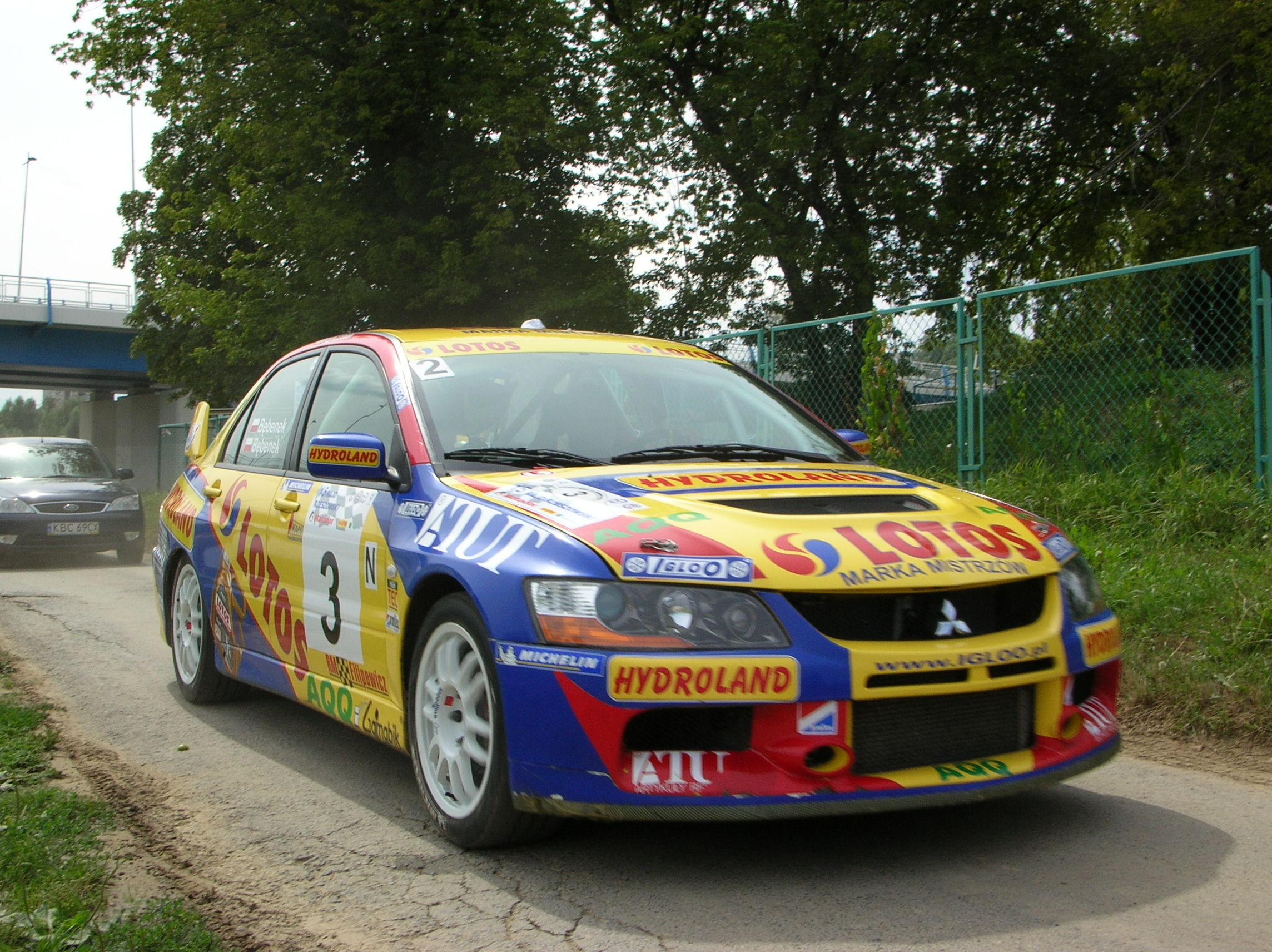
Michał Bębenek en un Mitsubishi Lancer Evo IX.
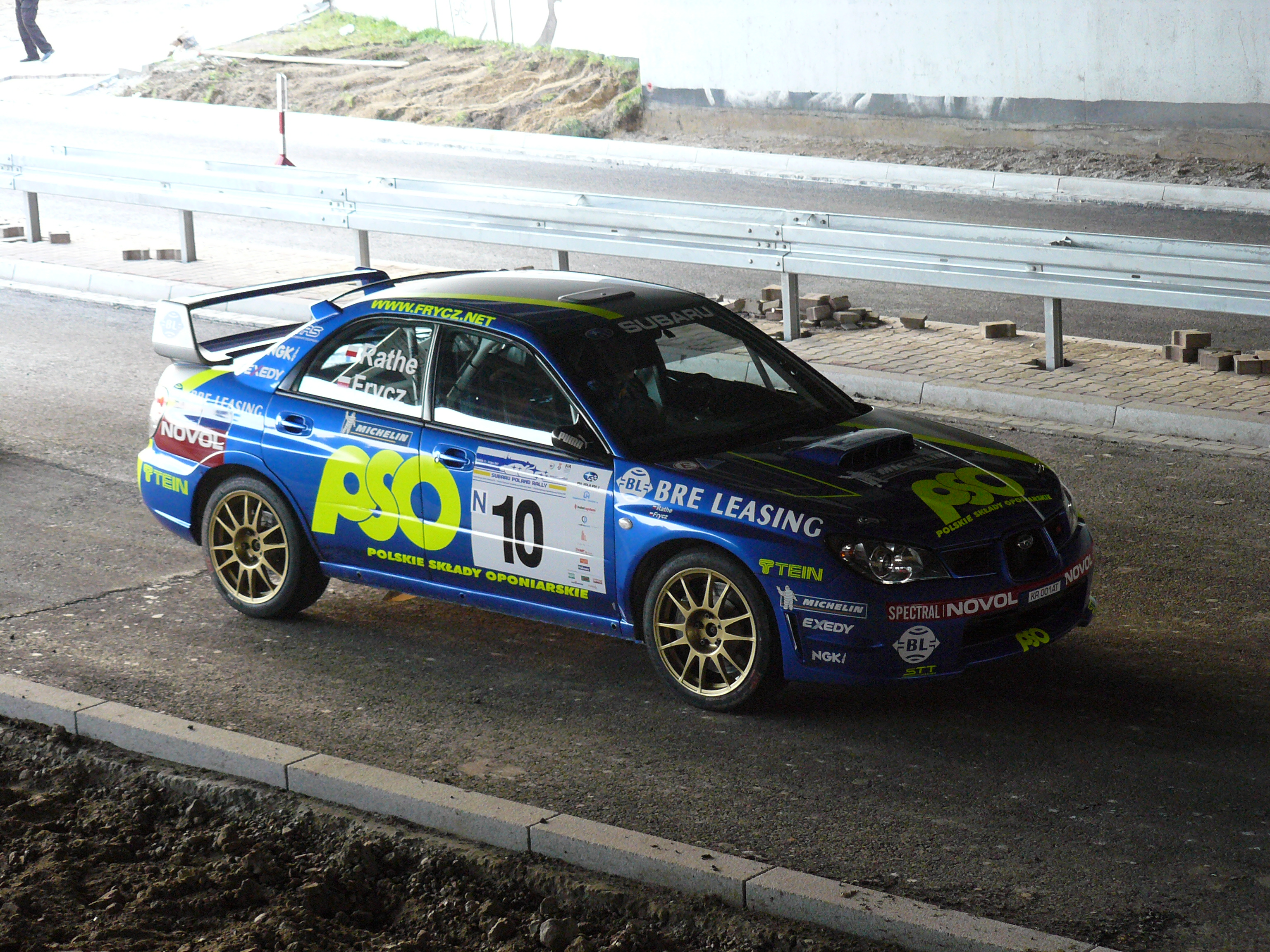
Sebastian Frycz y Jacek Rathe en un Subaru en el Rally de Polonia.
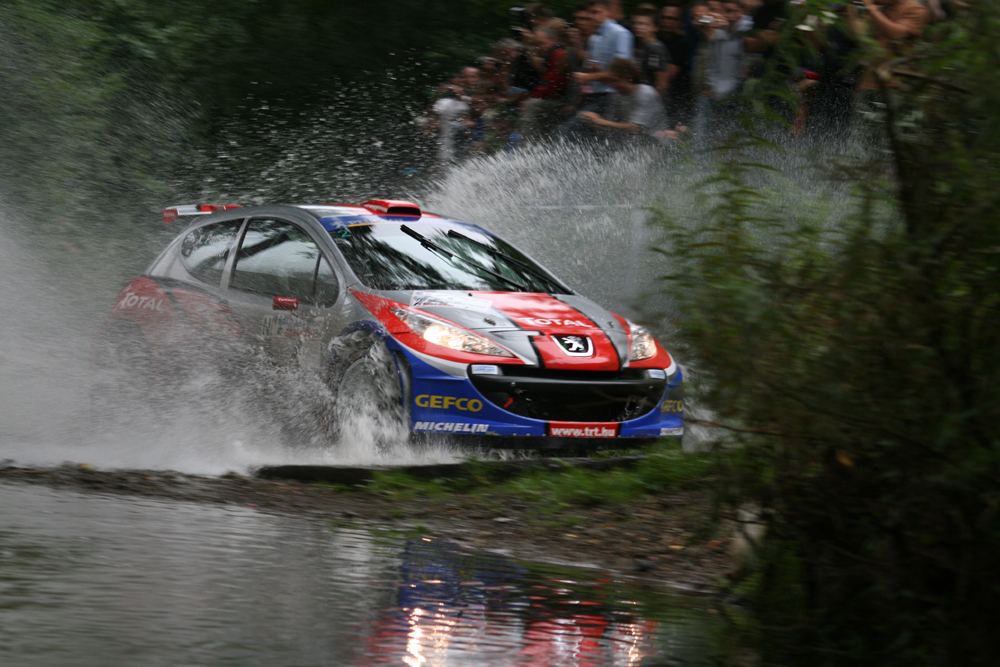
Parte del circuito de la Lotos Baltic Cup.

El piloto Robert Kubica debutó en la Fórmula 1 en 2006, obteniendo una victoria y doce podios.

### Balonmano
La Liga de Polonia de balonmano es la más importante de Europa del Este y la Selección de balonmano de Polonia destaca por los buenos resultados cosechados en los últimos años en las principales competiciones europeas (especialmente en los Campeonatos Mundiales de Balonmano de 1982 y de 2009, donde quedaron terceros; y en el de 2007, donde fueron subcampeones). En 2016 Polonia organizó Campeonato Europeo de Balonmano Masculino, cayendo ante la selección de Croacia en cuartos de final.

## Otros deportes

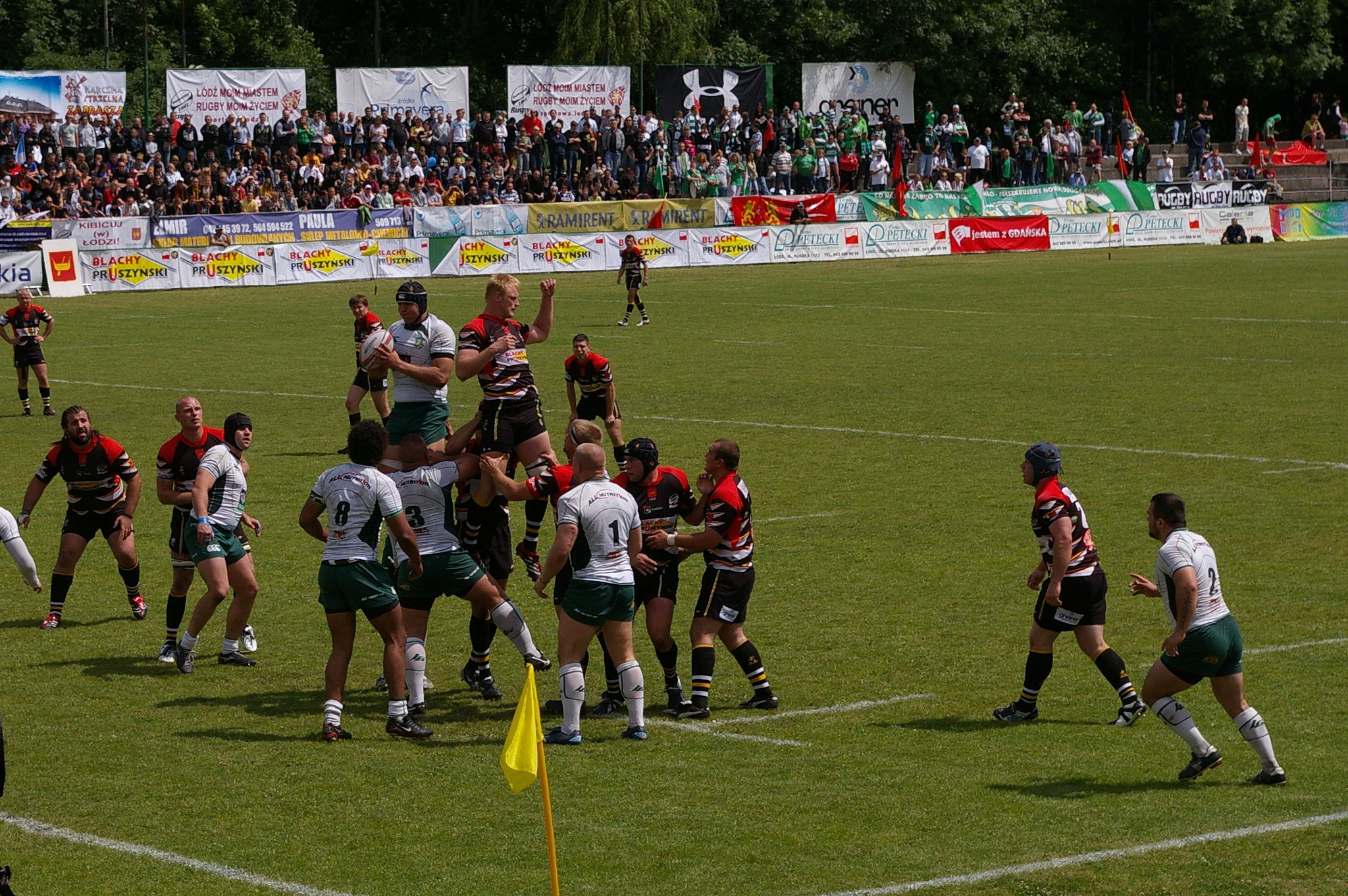
Partido entre el Budowlani Łódź y el Lechia Gdańsk.

- Las artes marciales mixtas (o MMA por su siglas en inglés) son un deporte que lleva varios años entre los más populares de Polonia, ya sea por las transmisiones de combates de Ultimate Fighting Championship o ONE Championship, o de promociones como Konfrontacja Sztuk Walki (KSW), la más importante del país. Entre los polacos más destacados están Jan Błachowicz y Joanna Jędrzejczyk, ambos habiendo sido campeones mundiales en sus respectivas divisiones.

- El hockey sobre hielo es un deporte practicado en Polonia desde los años 50. Goza de gran prestigio entre las principales selecciones europeas y quedó subcampeona en el Campeonato Europeo de Hockey sobre Hielo de 1929. El bandy también es un deporte practicado en Polonia.

- El ciclismo tiene una fuerte presencia en Polonia, gracias al Tour de Polonia que hace parte del UCI WorldTour. Polonia ha sido el lugar de nacimiento de importantes ciclistas polacos, entre ellos Zenon Jaskuła, Michał Kwiatkowski, Rafał Majka, Łukasz Bodnar, Sylwester Szmyd o Przemysław Niemiec, entre otros.

- El rugby ha sido uno de los deportes con mayor tradición en Polonia. Últimamente está siendo desvancado por el fútbol americano, con cierta notoriedad en el ámbito nacional y europeo. El Warsaw Eagles y los Wroclaw Giants son los mejores clubes de fútbol americano del país.[3]

- El deporte de Orientación se ha empezado a desarrollar en Polonia desde hace varios años con el apoyo por parte de la Federación Internacional de Orientación. La Orientación por radio también está ligada a este deporte.

- El tenis está ganando en popularidad en los últimos tiempos. Actualmente, su jugadora más destacada es Iga Świątek, número 1 del ranking mundial de la WTA y dos veces campeona individual del Torneo de Roland Garros.

## Juegos Olímpicos
Polonia ha participado en los Juegos Olímpicos desde 1924, salvo por el boicot comunista en Los Ángeles 1984. Ha obtenido 79 medallas de oro, 96 de plata y 145 de bronce. Se ha destacado principalmente en fútbol, voleibol, pentatlón moderno, atletismo, levantamiento de pesas, artes marciales y esquí nórdico.